# 3198 Wallonia
3198 Wallonia este un asteroid descoperit pe 30 decembrie 1981 de François Dossin.